# Gerdberndia
Gerdberndia is een kevergeslacht uit de familie van de boktorren (Cerambycidae). De wetenschappelijke naam van het geslacht werd voor het eerst geldig gepubliceerd in 1982 door Holzschuh.

## Soorten
Gerdberndia omvat de volgende soorten:
- Gerdberndia atricolor Holzschuh, 1982
- Gerdberndia ferrocyanea (Hayashi, 1979)
- Gerdberndia nubigena (Semenov & Plavilstshikov, 1936)